# 케인호의 반란 (1954년 영화)
《케인호의 반란》(The Caine Mutiny)은 미국에서 제작된 에드워드 드미트릭 감독의 1954년 드라마, 멜로/로맨스, 전쟁 영화이다. 허먼 워크가 1951년에 발표한 동명의 소설을 원작으로 하여 제작했다. 험프리 보가트 등이 주연으로 출연하였고 스탠리 크레이머 등이 제작에 참여하였다.
1954년 미국에서 2번째로 흥행수익이 높은 영화였다.

## 출연

### 주연
- 험프리 보가트
- 호세 페레

### 조연
- 밴 존슨
- 프레드 맥머레이
- 로버트 프란시스
- 메이 윈
- 톰 툴리
- E.G. 마샬
- 아서 프란즈
- 리 마빈
- 워너 앤더슨
- 클로드 아킨즈
- 캐서린 워렌
- 제리 패리스
- 스티브 브로디
- 데이빗 엘퍼트
- 돈 앤더슨
- 허버트 앤더슨
- 제임스 베스트
- 윗 비셀
- 로버트 브레이
- 테드 쿠퍼
- 돈 딜러웨이
- 돈 듀빈스
- 자니 던컨
- 제임스 에드워즈
- 벤 해리스
- 조 하워스
- 로이 젠슨
- 토드 칸스
- 돈 키퍼
- 에드워드 라구나
- 프랭크 로시 주니어
- 데이턴
- 케네스 맥도널드
- 폴 맥가이어
- 타일러 맥베이
- 패트릭 밀러
- 리처드 노리스
- 스티브 펜들튼
- 제이 리처즈
- 진 스탄스
- 제임스 토드
- 존 토멕

## 기타
- 원작자: 허먼 욱
- 조감독: 카터 드 해븐 주니어
- 조감독: 어빙 J. 무어
- 미술: 루돌프 스터나드
- 세트: 프랭크 터틀
- 의상: 진 루이스
- 분장부문: 클레이 캠벨
- 분장부문: 헬렌 헌트
- 분장부문: 로버트 J. 쉬퍼